# Onita Boone
Onita Boone (* 1965 in Newburgh, New York) ist eine US-amerikanische Sängerin in den Genres Gospel, Jazz, Rock und Soul.

## Leben
Onita Boone wuchs als zweitjüngste von sechs Geschwistern in Newburgh, etwa hundert Kilometer nördlich von New York City auf, wo sie im Kirchenchor ihrer Heimatgemeinde die Grundlagen ihrer Gesangskunst erlernte. Früh erkannte man hier ihr Talent und sie sang im Kindesalter erste Soli und es entstanden erste Aufnahmen. Im Alter von 16 Jahren zog sie nach New York City, wo sie sich einen Ruf als Sängerin und Darstellerin in verschiedensten Musik- und Musical-Produktionen erarbeitete.
Im Zuge verschiedener Engagements als Darstellerin und Backgroundsängerin sie hat sie alle Kontinente bereist und stand mit vielen bekannten Künstlern auf der Bühne, wie z. B. Whitney Houston, Patti LaBelle, Mariah Carey, Take Six, Elton John, Faith No More, George Michael und Billy Preston.
Im Jahre 1997 führte sie eines ihrer internationalen Engagements nach Hamburg, wo sie ihren jetzigen Ehemann, den Posaunisten Uli Plettendorff, kennenlernte. Seither hat sie ihren Wohnort nach Deutschland verlegt, wo sie ein fester Bestandteil der musikalischen Szene wurde. So hatte sie hier Auftritte, Tourneen und Studioproduktionen mit Künstlern wie Nils Landgren, Randy Brecker und der WDR Big Band, Udo Jürgens, Sarah Connor und Samy DeLuxe.
In den Jahren 2003 und 2005 konnte sie ihr eigenes Programm mit Sinfonieorchester und ihrem Jazz-Trio (bestehend aus: Schlagzeuger und Arrangeur Jörg Achim Keller, Pianist Olaf Polziehn und Bassist Ingo Senst) zusammenstellen und mehrfach mit den Bochumer Symphonikern unter Leitung von GMD Steven Sloane aufführen. Deutlich zu hören war hier auch ihre Affinität zu den großen amerikanischen Jazzsängerinnen wie Ella Fitzgerald und Patti Austin.
Im Jahre 2007 begann sie, ihre Erfahrung an Schüler weiterzugeben und begleitet seither auch als Vocalcoach Sänger, Schauspieler und Musicaldarsteller während deren Produktionen. Diese Tätigkeit brachte sie im Jahre 2011 dazu, sich bei der Ausstrahlung der TV-Show The Winner Is … zu bewerben, die auf SAT.1 eine Staffel lang gesendet wurde. Hier erreichte sie nach mehreren Vorrunden das Finale. Im letzten Gesangsduell bewies sie Nervenstärke, als sie einen sicheren Geldbetrag von 100.000 Euro ausschlug. Stattdessen entschied sie sich mit den Worten „no guts, no glory“ („wer nicht wagt, der nicht gewinnt“) für die Publikumsbewertung, in der es um Alles oder Nichts, in Form eines Schecks über eine Million Euro ging – und gewann.
2012 stand sie bei Universal Music unter Vertrag und veröffentlichte dort ihr vom hannoverschen Musikproduzenten Mousse T. produziertes Album Onita, das neben einigen Coverversionen bekannter Songs auch sieben Eigenkompositionen enthält.

## Diskografie (Auswahl)
- 2006: Free,  mit DJ Tatana, EP bei S 2 Records
- 2008: Pure Worship Inner Court, Minialbum bei CD Baby
- 2012: Onita, bei Universal Records